# 涅斯捷羅夫獎章
涅斯捷羅夫獎章（俄语：Медаль «Нестерова»）是俄羅斯聯邦的國家獎項。紀念章的命名是為了紀念俄羅斯飛行員，特技飛行技術的創始人彼得·尼古拉耶維奇·涅斯捷羅夫（1887-1914，在一次空戰中陣亡，這是第一次在使用公羊的軍事航空實踐中死亡）。